# Gaillac-Toulza
Gaillac-Toulza este o comună în departamentul Haute-Garonne din sudul Franței. În 2009 avea o populație de 1.210 de locuitori.

## Evoluția populației
| An        | 1975 | 1982 | 1990 | 1999 | 2006  | 2009  |
| --------- | ---- | ---- | ---- | ---- | ----- | ----- |
| Populație | 658  | 610  | 770  | 910  | 1.106 | 1.210 |